# 富兰克林·法雷尔
富兰克林·法雷尔（英語：Franklin Farrell，1908年3月23日—2003年7月2日），美国男子冰球运动员，场上位置是守门员。他曾代表美国国家队参加1932年冬季奥林匹克运动会冰球比赛，获得一枚银牌。